# Fort Michilimackinac

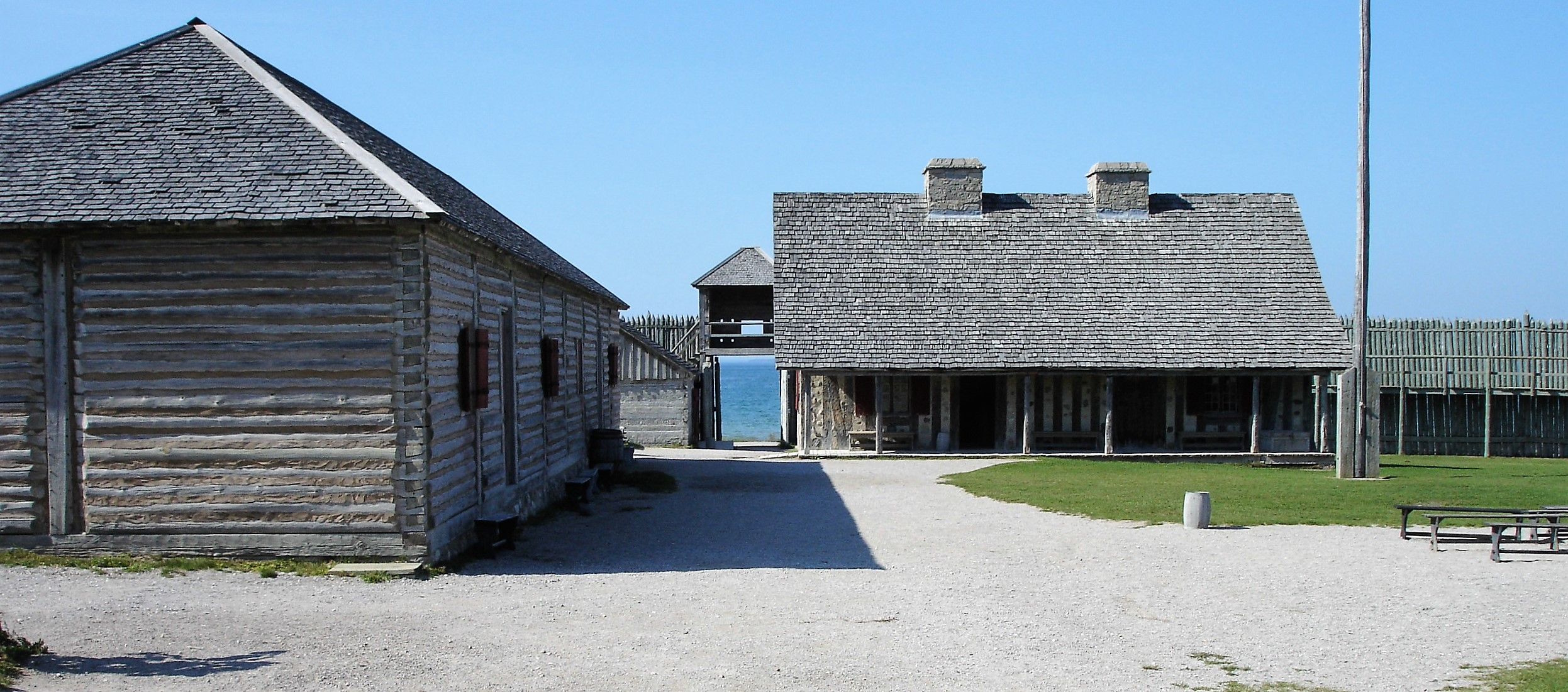
Fort Michilimackinac. Rekonstruktion i Mackinaw City

Fort Michilimackinac var en fransk handelsstation (1715-1761) och ett brittiskt (1761-1763) militärt etablissemang på den södra sidan av Mackinacsundet. Platsen ligger i den nuvarande staden Mackinaw City i delstaten Michigan.

## Grundande
Fortet byggdes som handelsfaktori av fransmännen omkring 1715 och var befäst med träpalissader och blockhus.

## Pontiacs krig
Britterna övertog fortet 1761 men förlorade det tillfälligt till ojibwaerna, som i samband med Pontiacs krig 1763 genom en krigslist lyckades ta sig in i fortet och döda nästan hela besättningen.

## Nedläggning
Efter att ha återtagit fortet bestämde sig britterna för att det inte uppfyllde militära krav på en tidsenlig fästning och byggde i stället ett fort av sten, Fort Mackinac, på en ö i Mackinacsundet. Efter att garnisonen flyttats dit 1781 förstördes Fort Michilimackinac. 